# Anaea halli
Anaea halli är en fjärilsart som beskrevs av William James Kaye 1914. Anaea halli ingår i släktet Anaea och familjen praktfjärilar. Inga underarter finns listade i Catalogue of Life.